# Niszczyk iglastodrzewny

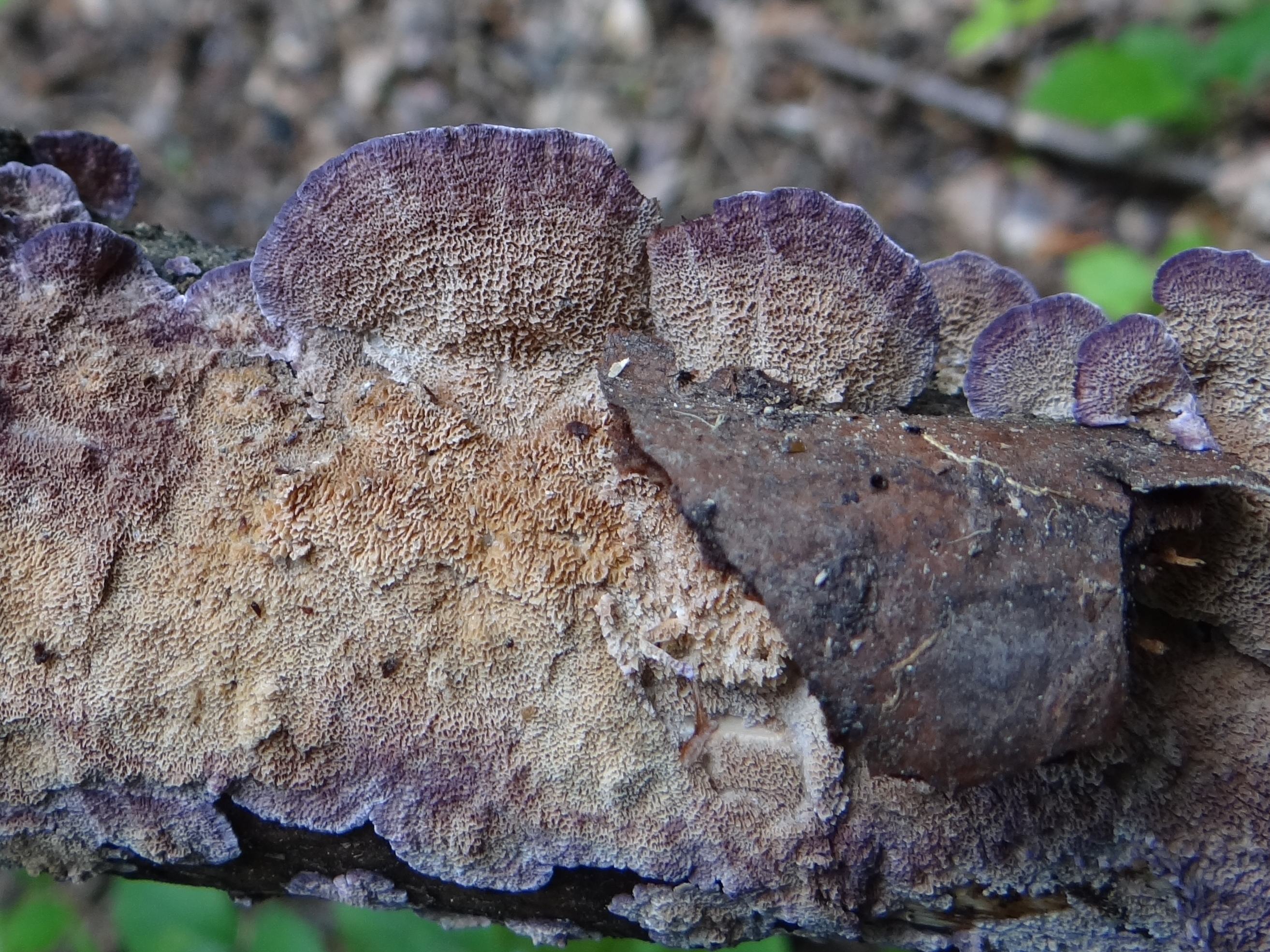
Hymenofor

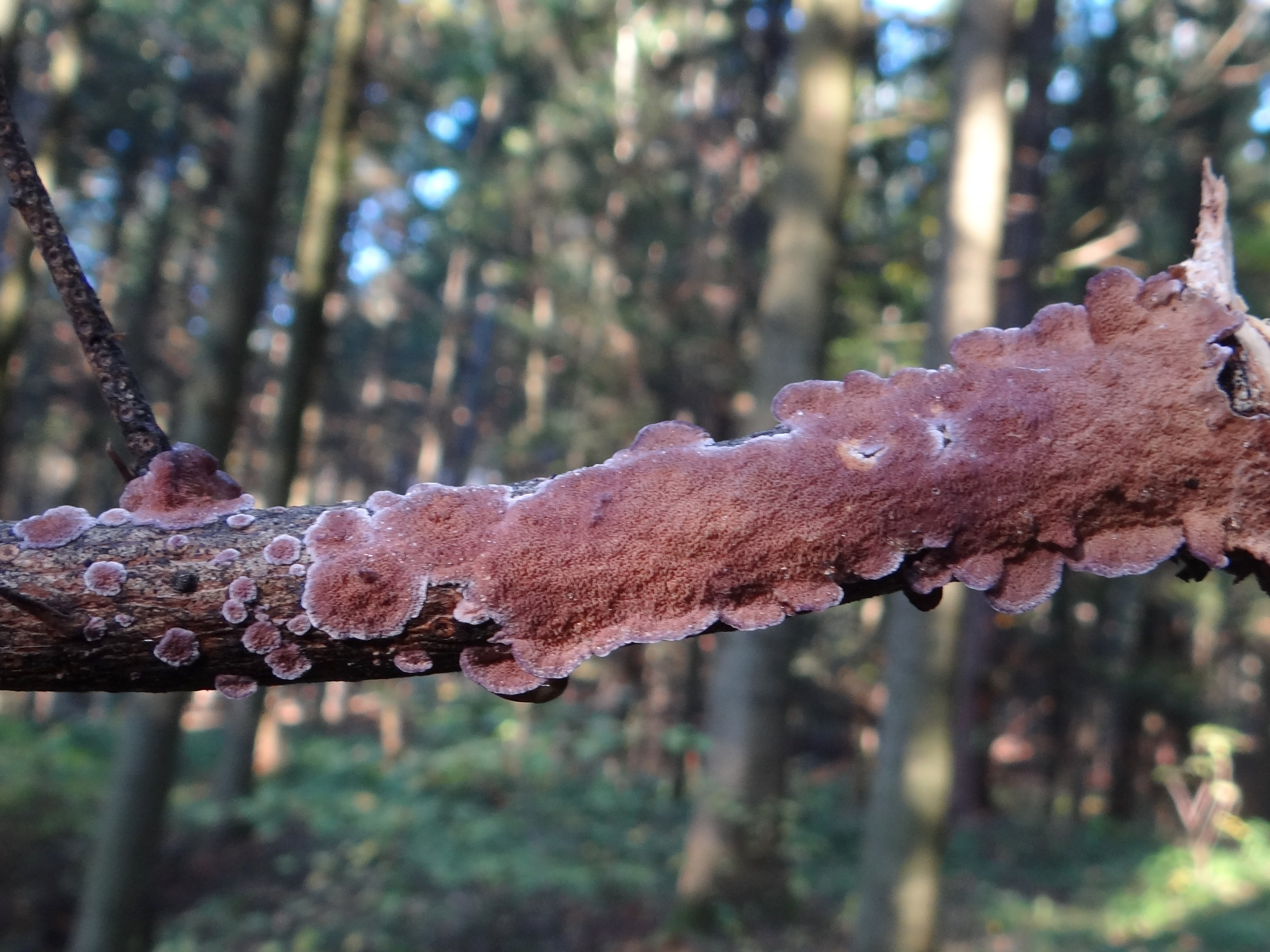

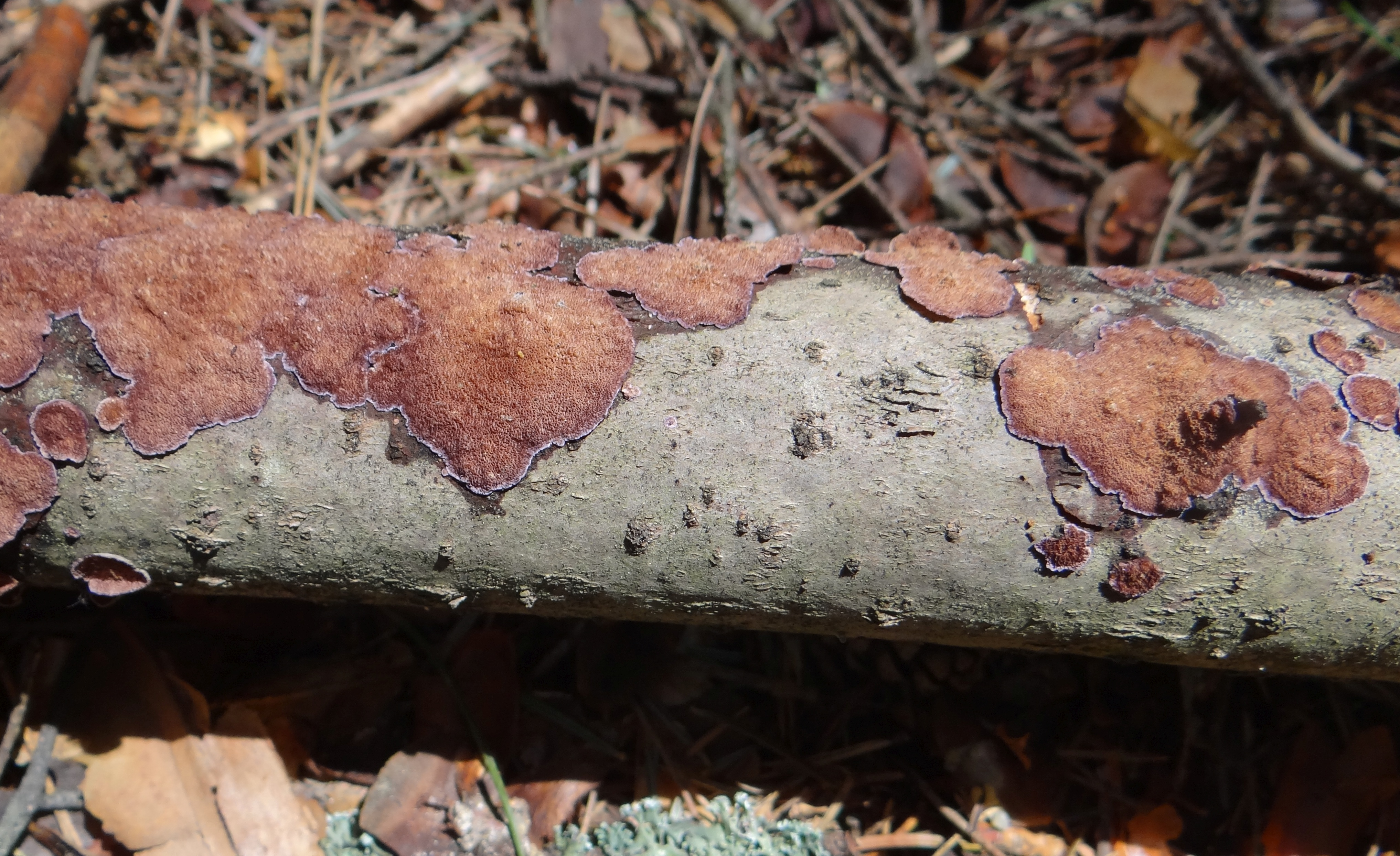

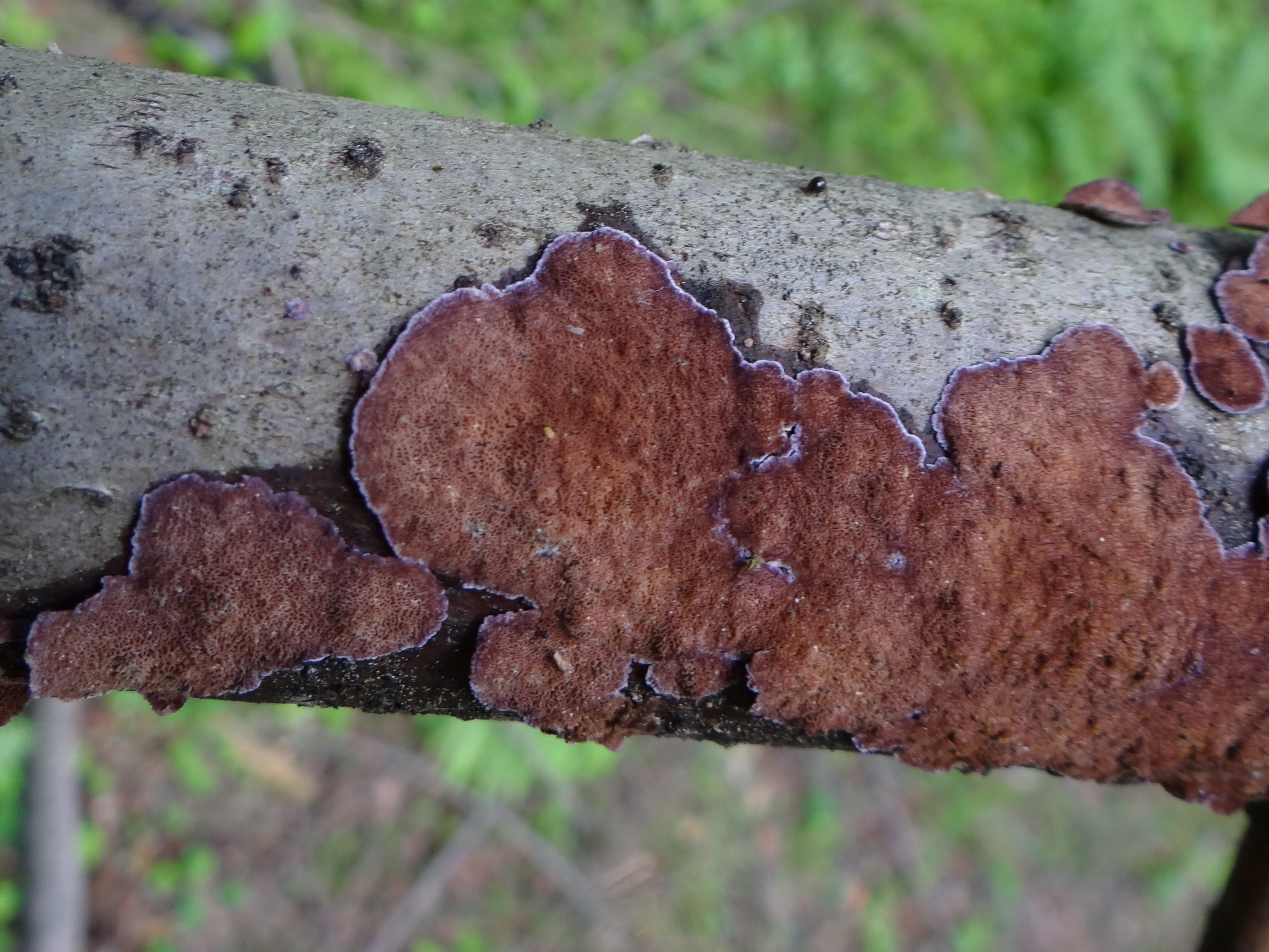

Niszczyk iglastodrzewny (Trichaptum abietinum (Pers. ex J.F. Gmel.) Ryvarden) – gatunek grzybów z rzędu szczeciniakowców (Hymenochaetales).

## Systematyka i nazewnictwo
Pozycja w klasyfikacji według Index Fungorum: Trichaptum, Incertae sedis, Hymenochaetales, Incertae sedis, Agaricomycetes, Agaricomycotina, Basidiomycota, Fungi.
Po raz pierwszy takson ten zdiagnozowali w 1792 r. Christiaan Persoon i Johann Friedrich Gmelin nadając mu nazwę Boletus abietinus. Obecną, uznaną przez Index Fungorum nazwę nadał mu w 1972 r. J. Dickson, przenosząc go do rodzaju Trichaptum. 
Synonimów naukowych ma ok. 30. Niektóre z nich: Boletus abietinus Dicks., 
Boletus purpurascens Pers., 
Coriolus abietinus (Dicks.) Quél., 
Coriolus dentiporus (Pers.) Bondartsev & Singer, 
Hirschioporus abietinus (Dicks.) Donk, 
Hydnum parasiticum Pers., 
Microporus pusio (Sacc. & Cub.) Kuntze, 
Physisporus caesioalbus P. Karst., 
Polyporus abietinus (Dicks.) Fr., 
Polyporus dentiporus Pers., 
Polyporus favillaceus Berk. & M.A. Curtis, 
Polyporus parvulus Schwein., 
Polystictus abietinus (Dicks.) Fr., 
Polystictus parvulus (Schwein.) Cooke, 
Poria dentipora (Pers.) Cooke, 
Poria favillacea (Berk. & M.A. Curtis) Sacc., 
Trametes abietina (Dicks.) Pilát, in Kavina & Pilát, 
Trametes abietina (Dicks.) Pilát, in Kavina & Pilát, var. abietina.
W polskim piśmiennictwie mykologicznym gatunek ten wcześniej miał nazwę niszczyk jodłowy, a także: bedłka jodłowa, siatkowiec jodłowy, huba jodłowa, żagiew jodłowa, hubczak jodłowy. Władysław Wojewoda jednak uważa je za błędne, gdyż gatunek ten występuje nie tylko na jodle i proponuje nazwę niszczyk iglastodrzewny. 

## Morfologia
Owocnik
Jednoroczny. Szerokość od kilku do kilkunastu cm. Cienki, o zmiennym kształcie. Zazwyczaj jest rozpostarto-odgięty, ale czasami półeczkowaty, półkulisty lub całkiem rozpostarty. Brzeg cienki i ostry. Do podłoża przyrasta górna powierzchnią, która jest nierówna, filcowata i ma kolor od białawego poprzez białoszary, szarawy do szarożółtawego.
Hymenofor
Rurkowaty. Pory za młodu pięknie fioletowe, zwłaszcza przy brzegu, nieraz daleko zbiegające na drewno.
Miąższ
Cienki, dwuwarstwowy, elastyczny, skórzastowoskowaty.
Cechy mikroskopowe;
Podstawki zgrubiałe,  o rozmiarach 13–15 × 5–6 μm z 4 sterygmami. Zarodniki cylindryczne i nieco wygięte, gładkie, bezbarwne, nieamyloidalne. Mają rozmiar 6–7,5 × 2–2,5 μm. Licznie występują cystydy o średnicy do 47 μm, zazwyczaj są inkrustowane, osadzone w hymenium, lub wystające ponad nim do 15 μm. Strzępki bezbarwne, rzadko rozgałęzione, ze sprzążkami. Mają grubość 2–4 μm

## Występowanie i siedlisko
Występuje na wszystkich kontynentach z wyjątkiem Antarktydy i Afryki, ale najliczniej notowany jest na półkuli północnej w strefie klimatu umiarkowanego. Owocniki tworzy przez cały rok. Rośnie w lasach na drewnie drzew iglastych. Zasiedla sosnę, świerka, jodłę, modrzewia, a także wiele uprawianych w Polsce gatunków egzotycznych drzew iglastych. Występuje na obszarze całej Polski i jest pospolity. 

## Znaczenie
Grzyb niejadalny, saprotrof, jako jeden z pierwszych grzybów zasiedlający martwe drewno. Powoduje białą zgniliznę drewna.
Czasami na jego owocnikach rozwija się inny grzyb – szkieletnica różowoszara (Skeletocutis carneogrisea). 

## Gatunki podobne
- niszczyk ząbkowaty (Trichaptum fuscoviolaceum), również występujący na drewnie drzew iglastych, ale różni się blaszkowato-ząbkowatym hymenoforem[4].
- niszczyk pergaminowy (Trichaptum biforme) o kolorze liliowym lub szarawym, również przyrasta bokiem, ale rośnie tylko na drzewach liściastych[4].
- skórowiec fioletowawy (Veluticeps abietina). Ma podobną barwę i również rośnie na drzewach iglastych, ale odróżnia się hymenoforem[4].